# Israeliskt medborgarskap

Israels passport som landets medborgare kan ansöka

Israeliskt medborgarskap är den legala förbindelsen mellan en privatperson och Israel. Staten följer jus sanguinis-principen men grundar medborgarskapet också i religionen.

## Medborgarskap genom födelse
En person är en infödd israeliskt medborgare om åtminstone en av hans eller hennes föräldrar är israeliskt medborgare vid barnets födelse. Om barnet är utomäktenskapligt, Israels myndigheter kräver ett DNA-bevis på föräldraskap. Israeliska medborgare som adopterar ett barn utomlands, kan ansöka medborgarskap till sitt barn om barnet är minderårigt.
En person som har åtminstone en israelisk mor- eller farförälder kan också räknas som infödda medborgare men sådana personer måste ansöka medborgarskap på Israels ambassad.

## Medborgarskap genom ansökan
Man kan få israeliskt medborgarskapet genom ansökning om man uppfyller följande krav:
- bor i Israel då ansökan lämnas in
- har bott i Israel i åtminstone 3 år under de senaste 5 år
- har ett giltigt permanent uppehållstillstånd
- ansökanden har bott i Israel och bevisar villighet att stanna i Israel
- kan hebreiska
- avträder alla sina tidigare medborgarskap

### Medborgarskap på grund av återkomst
Enligt Israels lag om medborgarskap får alla judar som flyttar till Israel landets medborgarskap automatiskt. Programmet för återkommande medborgare har sedan början fungerat som motreaktion till judarnas diskriminering gällande andra länders medborgarskapslagar och målet att bevara judendom som Israels majoritetsreligion. Den som får Israels medborgarskap på grund av återkomst måste vara av judisk härkomst och får inte utöva någon annan religion.
En person som ansöker om medborgarskap på grund av återkomst kan ta med sin make och sina minderåriga barn som också får israeliskt medborgarskap. Israel erkänner endast religiösa äktenskap och Israels judiska församling i sin tur erkänner inte ett äktenskap mellan olika religioner i Israel. Utländska äktenskap erkänns ändå.

## Dubbelt medborgarskap
De som får israeliskt medborgarskap på grund av återkomst behöver inte avträda sina tidigare medborgarskap. Ledamöter i Knesset och de som arbetar i en kritisk befattning för statens säkerhet kan inte ha dubbelt medborgarskap. Medborgarskap av Israels fiender är inte hellre tillåtet. Cirka 10 % av Israels medborgare uppskattas ha dubbelt medborgarskap.